# Ponta do Mel

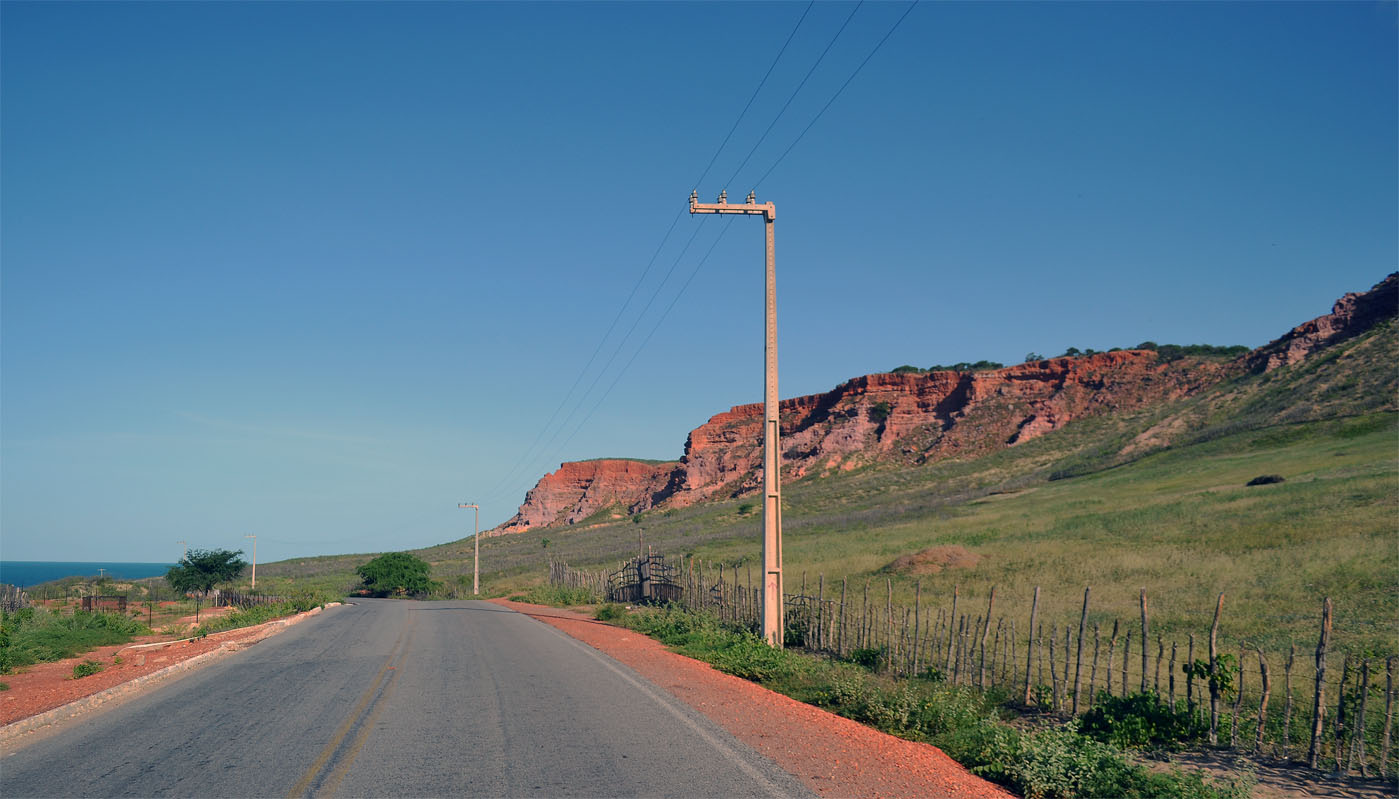
Carretera d'accés al llogaret

Ponta do Mel és un llogaret i una platja situats al municipi brasiler d'Areia Branca, en l'estat de Rio Grande do Norte. És l'únic lloc del sertão en què aquest es troba amb la mar.
El diari Folha de S. Paulo va definir-lo com un «llogaret perdut en el temps, envoltat de penya-segats acolorits, dunes clares i rosades, girades cap a la mar».

## Origen
L'indret on es troba la punta geogràfica, anomenada Ponta do Mel, abans del segle xviii, era poblat per amerindis procedents de la regió de Ceará.
Al segle xix hi eren els caboclos, vinguts de la mateixa zona.
A la fi del segle xix hi eren els primers habitants sedentaris, la família del major Antônio Capielo Maresto, la seua esposa Dona Marica i el seu fill, el major Amaro.
A família del major era propietària de finques i terrenys que s'estenien de la Ponta do Mel a Freire. Els seus treballadors eren lliures, però no rebien salari, sinó una part de la producció. Hi havia un cert nombre de semiesclaus.
El major vivia en un casalot amb molts porxos, situat al llogaret de Ponta do Mel.
Practicaven l'agricultura i la ramaderia. Els principals productes agrícoles eren: dacsa, fesols, arròs, canyamel, meló d'Alger, meló de tot l'any i mandioca. S'hi criaven bous, cabres, ovelles i aus.

## Nom
El nom de Ponta do Mel li'l donà l'explorador José Ferreira Dies, que tenia la missió de reconèixer el litoral brasiler, identificar-ne llocs desconeguts i donar-los nom.
L'existència de gran nombre d'abelles i de mosquits, des de la plana costera fins al bosc que s'estenia per tota la plana, i la forma geogràfica d'una punta, donà origen al nom de Ponta do Mel.

## Principals famílies
Després de l'assentament de la família del militar Antônio, van venir a Ponta do Mel altres famílies; entre aquestes, les de:
- Maximiniano Dies de Matos (família Matos) – portuguesos
- Família dels Felisberto. Van venir del nord de Ceará.
- Família dels Pedro dos Sants: vingueren de Natal.
- Aquestes famílies vivien de la pesca i del treball en les terres del major Amaro.

## Festes populars
La població era en la seua majoria catòlica i festejava les commemoracions destinades als sants.
S'hi ballava Coco de Roda, Boi de Reis, el carnestoltes: en aquesta festa s'emprava màscara de papangu i bicharada.
S'hi commemorava també Sant Joan, Setmana Santa, Nadal i la festa de Sâo Sebastião, el patró.
Els principals instruments musicals eren la reboca, la guitarra i l'acordió.

## Patró
Els habitants, especialment els pescadors, van trobar imatges de sants a la vora de la mar, sants de metall, de ceràmica i de fusta.
La primera imatge de sâo Sebastião es trobà a la platja. Van alçar una petita capella a l'indret; amb el temps, però, la mar l'esfondrà. La punta també fou destruïda per la mar.
La reconstrucció del poblat es feu al vessant del turó, i s'hi alçà una segona capella. La construcció d'aquesta petita església fou obra de Tristão, fill de Joca de Melo (de la ciutat d'Assú), que havia fet una promesa per a guarir d'una greu malaltia.
La capella fou restaurada en la dècada de 1980 pel capellà José Venturelli.
La festa de Sâo Sebastião és el 20 de gener.

## Far
Construcció del far: 30 d'abril de 1889.
Les basses es construïen amb fusta que venia en embarcacions del sud de l'estat.
El far fou inaugurat el 30 d'abril del 1889, i fou cap de la construcció el capità tinent Frederico K. da Costa Rubem.
La construcció és de ferro, amb 14 m d'altura, altitud de focus de 106 m; pintat de negre i blanc. El 12 de desembre de 1986 aquest far fou electrificat per l'equip del Centre de Senyalització Nàutica i reparacions per l'almirall Moraes Rêgo.

## Galeria

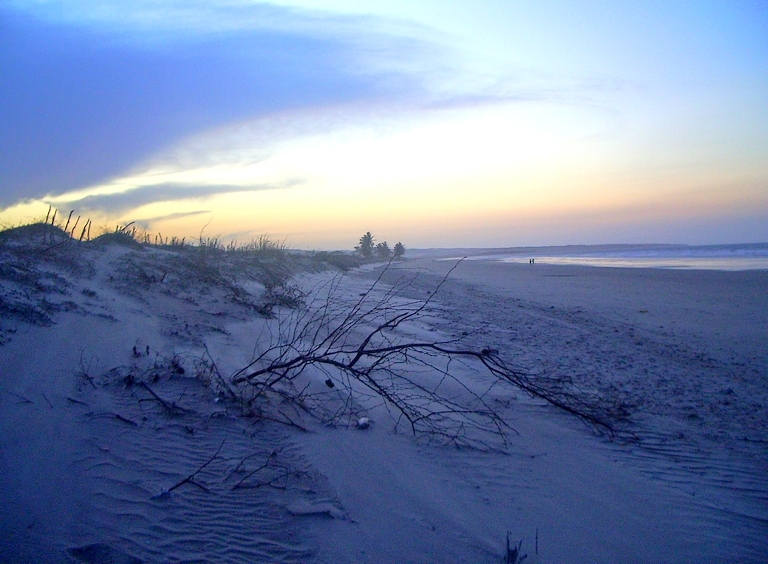
Capvespre a Ponta do Mel
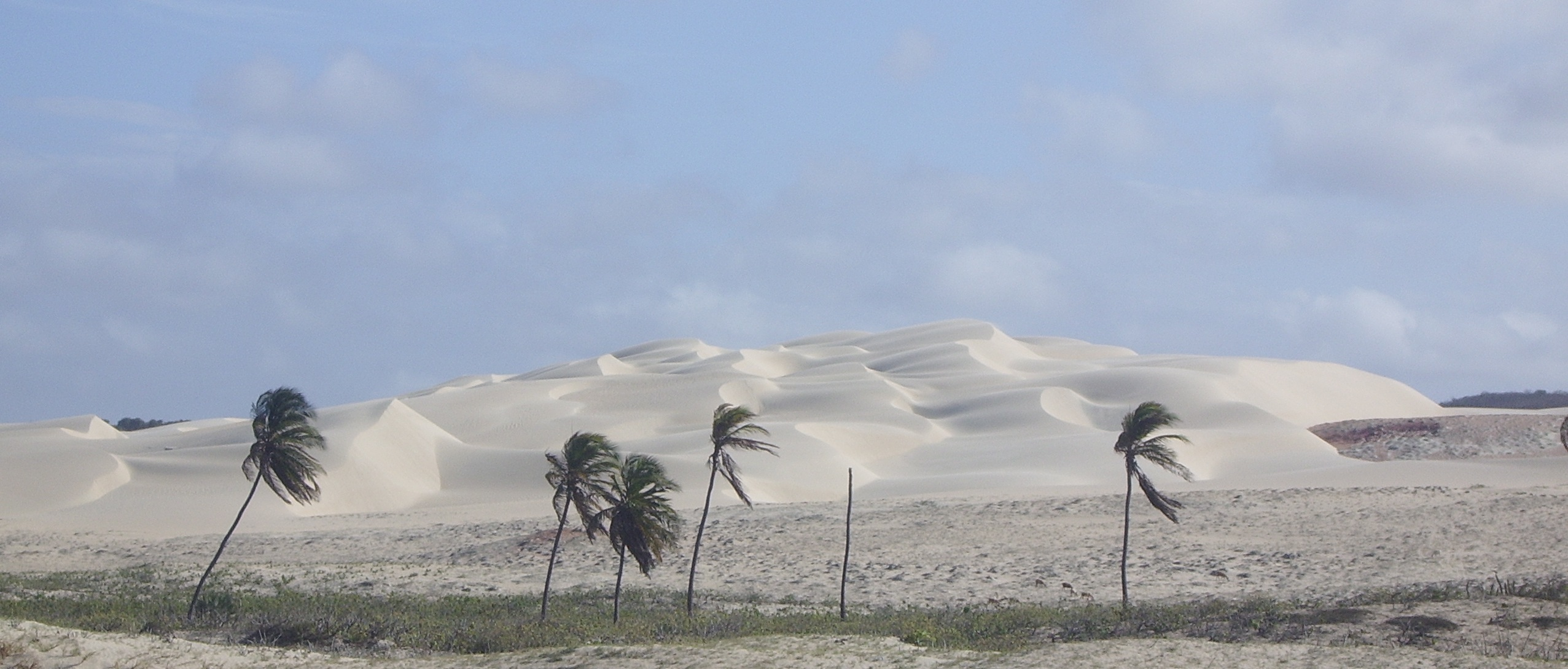
Dunes
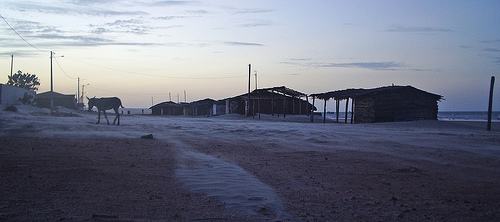
Llogaret de Ponta do Mel